# غاق أزرق العينين
غاق أزرق العينين (الاسم العلمي: Leucocarbo)، جنس طير من فصيلة الغاقيات. أنواعه 15، توجد حول الأجزاء الأكثر برودة من نصف الكرة الجنوبي، وخاصًة تلك التي تقع بالقرب جنوب أمريكا الجنوبية، القارة القطبية الجنوبية، ونيوزيلندا. والعديد منها يستوطن في الجزر النائية.